# Campbellowie
Campbellowie (ang. The Campbells, 1986–1990) – kanadyjsko-szkocki serial telewizyjny nadawany przez stację CTV od 11 stycznia 1986 do 1 września 1990 r. W Polsce emitowany był na kanale RTL7.

## Fabuła
Serial opisuje perypetie rodziny Campbellów – doktora Jamesa (Malcolm Stoddard), synów Neila (John Wildman) i Johna (Eric Richards) oraz córki Emmy (Amber Lea Weston).

## Obsada
- Malcolm Stoddard jako dr James Campbell (wszystkie 100 odcinków)[1]
- John Wildman jako Neil Campbell (67)
- Eric Richards jako John Campbell (100)
- Amber Lea Weston jako Emma Campbell (100)
- Cedric Smith jako Thomas Sims (87)
- Brigit Wilson jako Harriet Sims (39)
- Wendy Lyon jako Rebecca Sims (34)
- Barbara Kyle jako Charlotte Logan (25)
- Thomas Anderson-Barker jako Thomas Logan (17)
- Rosemary Dunsmore jako Mary McTavish (15)
- Geordie Johnson jako Will Forrester (9)
- Jeremy Ratchford jako Ox (7)
- Robin Craig jako Maddie Todd (7)
- Julien Poulin jako Gabrielle Leger (5)
- Stuart Mungall jako Andrew Ogilvy (5)
- Michael Fletcher jako Charles Burnett (5)
- Gerard Plunkett jako Pat Harmon (4)
- Stephen Hair jako p. Gormley (4)
- Frank Moore jako Jack Ames (4)
- Gordon Tootoosis jako wódz Irokezów (4)
- Catherine Disher jako Christine Bradford Campbell (3)
- Simon Reynolds jako Peter (3)
- Pamela Matthews jako Minya (3)
- Rene Highway jako Irokez (3)